# Czernyola brunneivibrissa
Czernyola brunneivibrissa är en tvåvingeart som först beskrevs av Lonsdale och Marshall 2006.  Czernyola brunneivibrissa ingår i släktet Czernyola och familjen träflugor.
Artens utbredningsområde är Jamaica. Inga underarter finns listade i Catalogue of Life.